# Státní poznávací značky v Rumunsku
Standardní rumunská SPZ se skládá z modrého pruhu, na kterém je napsáno RO, starší verze značek obsahuje v modrém pruhu rumunskou vlajku, novější verze hvězdičky EU. 

## Charakteristika
Pruh je na levé straně značky. Uprostřed značky je sekvence: 2 písmena označující župu (județ), znak, 2 číslice (Bukurešť může mít 3 číslice) a 3 písmena. Číslice a písmena si lze za poplatek vybrat. Vzor: .

## Kódy žup aregistrační značky

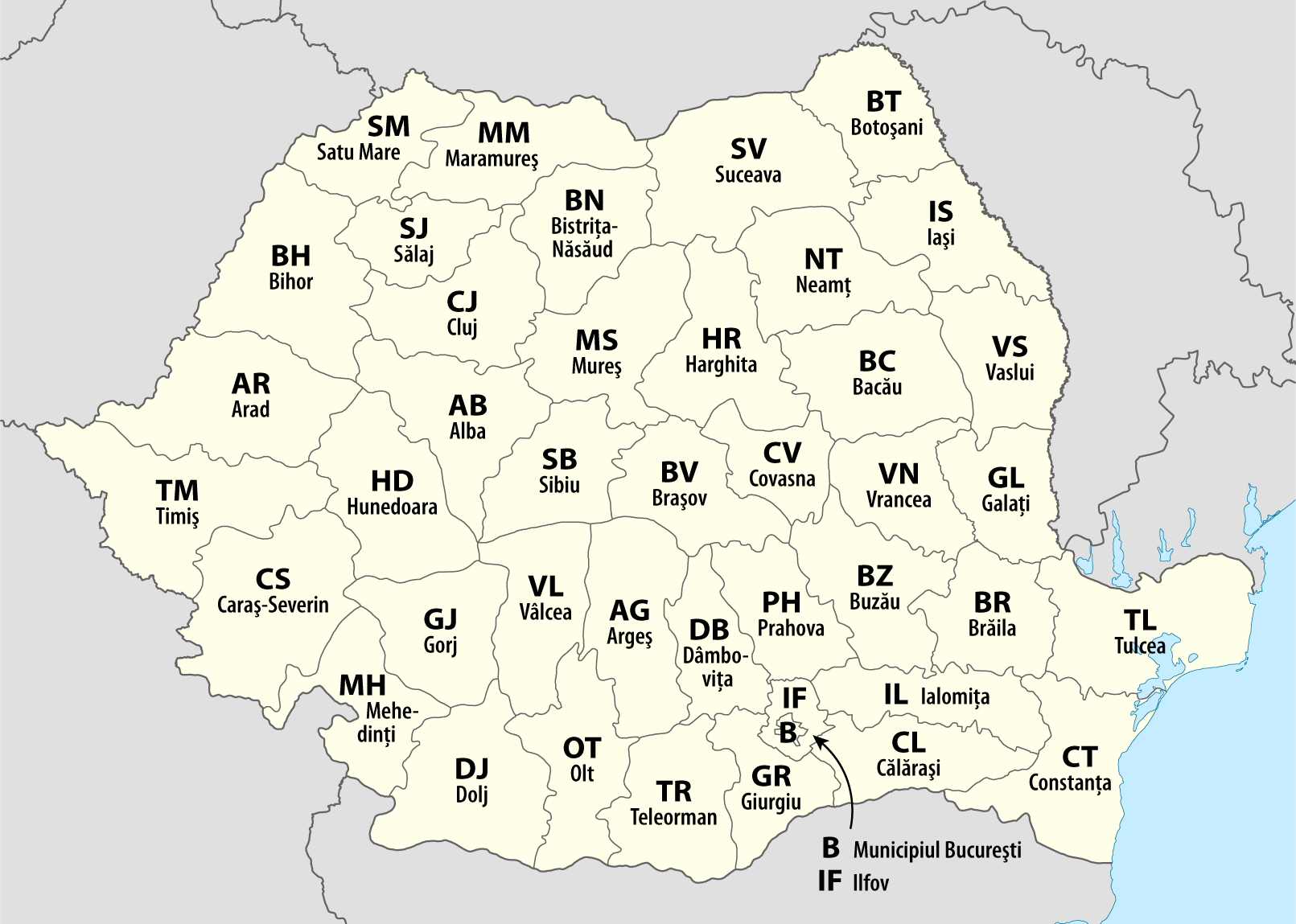
Mapka kódů měst

Rumunská stará kreslená registrační značka

Rumunská nová kreslená registrační značka

| Kód | Název župy            | Stará registrační značka | Nová registrační značka |
| --- | --------------------- | ------------------------ | ----------------------- |
| AB  | Alba                  |                          |                         |
| AG  | Argeș                 |                          |                         |
| AR  | Arad                  |                          |                         |
| B   | Hlavní město Bukurešť |                          |                         |
| BC  | Bacău                 |                          |                         |
| BH  | Bihor                 |                          |                         |
| BN  | Bistrița-Năsăud       |                          |                         |
| BR  | Brăila                |                          |                         |
| BT  | Botoșani              |                          |                         |
| BV  | Brașov                |                          |                         |
| BZ  | Buzău                 |                          |                         |
| CJ  | Cluj                  |                          |                         |
| CL  | Călărași              |                          |                         |
| CS  | Caraș-Severin         |                          |                         |
| CT  | Constanța             |                          |                         |
| CV  | Covasna               |                          |                         |
| DB  | Dâmbovița             |                          |                         |
| DJ  | Dolj                  |                          |                         |
| GJ  | Gorj                  |                          |                         |
| GL  | Galați                |                          |                         |
| GR  | Giurgiu               |                          |                         |
| HD  | Hunedoara             |                          |                         |
| HR  | Harghita              |                          |                         |
| IF  | Ilfov                 |                          |                         |
| IL  | Ialomița              |                          |                         |
| IS  | Iași                  |                          |                         |
| MH  | Mehedinți             |                          |                         |
| MM  | Maramureș             |                          |                         |
| MS  | Mureș                 |                          |                         |
| NT  | Neamț                 |                          |                         |
| OT  | Olt                   |                          |                         |
| PH  | Prahova               |                          |                         |
| SB  | Sibiu                 |                          |                         |
| SJ  | Sălaj                 |                          |                         |
| SM  | Satu Mare             |                          |                         |
| SV  | Suceava               |                          |                         |
| TL  | Tulcea                |                          |                         |
| TM  | Timiș                 |                          |                         |
| TR  | Teleorman             |                          |                         |
| VL  | Vâlcea                |                          |                         |
| VN  | Vrancea               |                          |                         |
| VS  | Vaslui                |                          |                         |